# Вулыхотъёган
Вулыхотъёган (устар. Вулы-Хот-Юган) — река в России, протекает в Шурышкарском районе Ямало-Ненецкого АО. Устье реки находится в 12 км по левому берегу протоки Нярхулпосл. Длина реки 27 км.

## Данные водного реестра
По данным государственного водного реестра России относится к Нижнеобскому бассейновому округу, водохозяйственный участок реки — Обь от впадения реки Северная Сосьва до города Салехард, речной подбассейн реки — бассейны притоков Оби ниже впадения Северной Сосьвы. Речной бассейн реки — (Нижняя) Обь от впадения Иртыша.